# Яганово (Оренбургская область)
Яганово — посёлок в Первомайском районе Оренбургской области. Входит в состав Красновского сельсовета.

## География
Посёлок находится на расстоянии примерно 41 км (по прямой) к юго-западу от посёлка Первомайский, административного центра района.

### Часовой пояс
Посёлок Яганово, как и вся Оренбургская область, находится в часовой зоне МСК+2. Смещение применяемого времени относительно UTC составляет +5:00.

## История
Посёлок назван так по фамилии первопоселенца. Известен был до революции 1917 года. Местный колхоз назывался вначале «Великий перелом», а затем «Верный путь».

## Население
| 2010 |
| ---- |
| 14   |

### Национальный состав
Согласно результатам переписи 2002 года, в национальной структуре населения русские составляли 80 % из 38 чел.